# Iggesunds Bruk

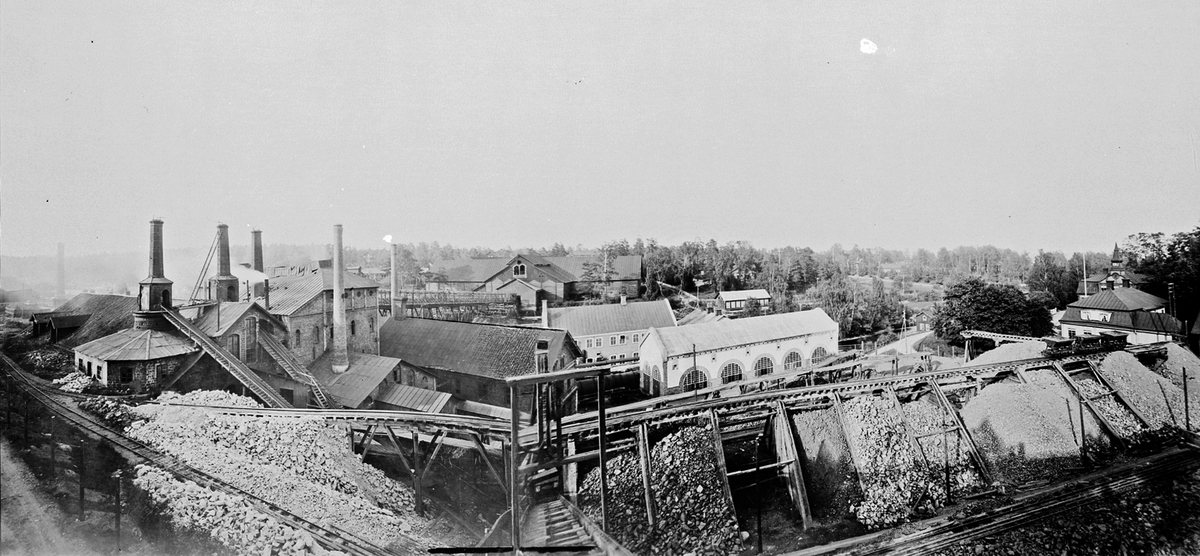
Iggesunds bruk 1935.

AB Iggesunds Bruk är en tidigare skogs- och stålindustrikoncern i Hälsingland. Iggesunds Bruk, aktiebolag från 1876, hade sitt ursprung i det privilegiebrev från 1685 vari handelsmannen (med mera) Isak Breant d.ä. tilläts att anlägga masugn och hamrar i Iggesundsån. Under nära 200 år var verksamheten främst inriktad på järnhantering, men kom successivt att omfatta även skogsbruk samt sågverks-, massa-, kartong-, stål-, elproduktions- och kemiindustri.
Efter andra världskriget inleddes en successiv omstrukturering av AB Iggesunds Bruk till ett rent skogsindustriföretag. I samband med att Mo och Domsjö AB (MoDo) förvärvade aktiemajoriteten 1983 avvecklades den sista delen av järn- ståltillverkningen (dotterbolaget Boxholms AB). 1988 uppgick Iggesund, i likhet med Holmens Bruk AB helt i Mo och Domsjö, och dess skog och industrienheter integrerades i MoDo-koncernens verksamhet. MoDo bytte 2000 namn till Holmen AB.
År 1987, sista verksamhetsåret som självständigt bolag, producerade AB Iggesunds Bruk cirka 400 000 ton kartong, för förpackningsändamål och grafisk användning, cirka 50 000 ton sulfatmassa för avsalu vid Iggesunds cellulosafabrik samt cirka 300 000 m³ trävaror vid sågverken i Håstaholmen och Stocka. Man bedrev även skogsbruk på cirka 260 000 ha egna skogar, vilka svarade för cirka 40 % av företagets behov av vedråvara, samt producerade cirka 213 000 MW·h el. Företagets omsättning var cirka 2,5 miljarder kronor och antalet anställda 2 600.

## Historia

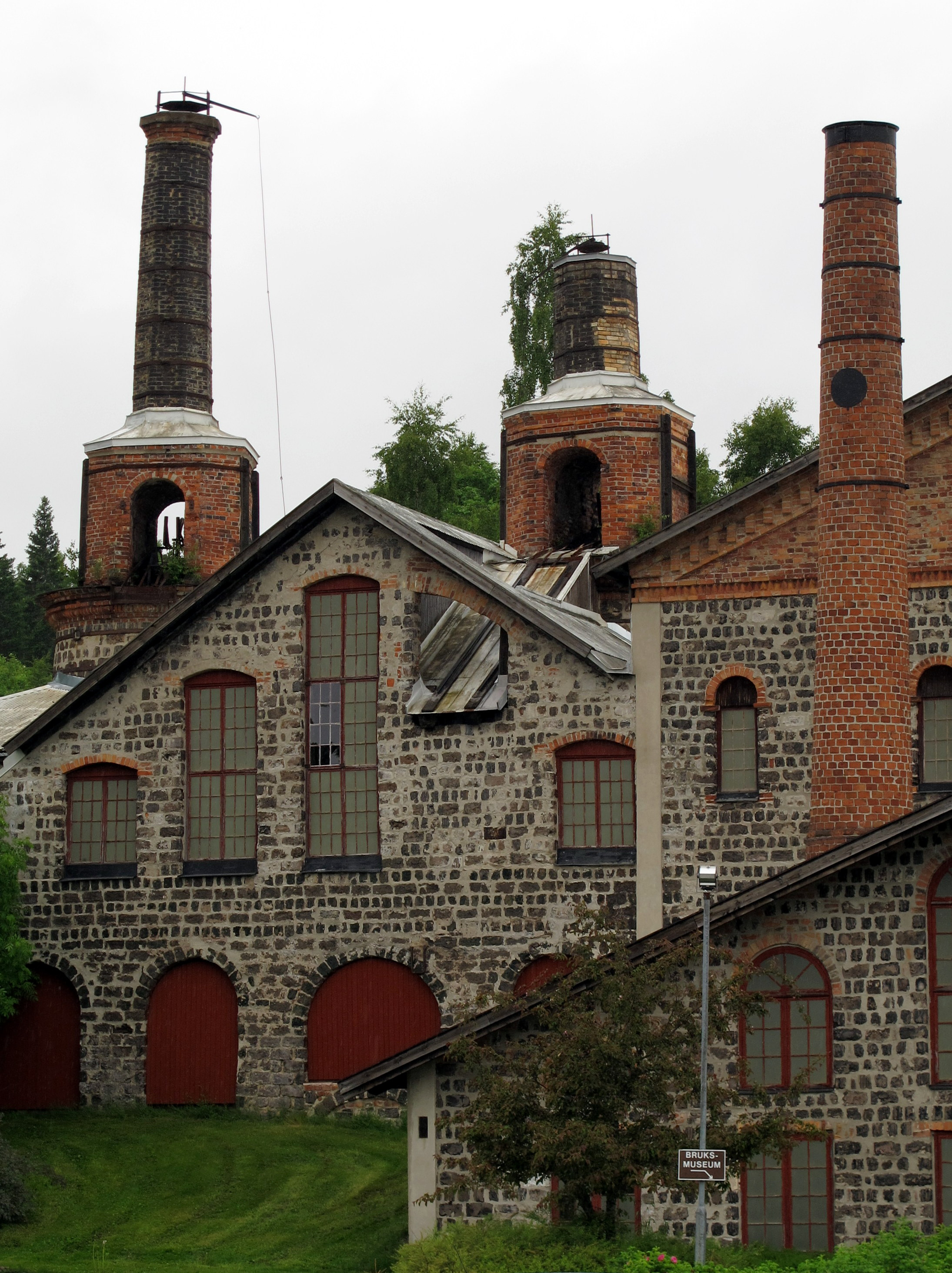
Bevarad bruksmiljö vid Iggesund.

### Järnbruket växer fram
Redan 1572 anlades en kronosåg vid Iggesundsån. Iggesunds Bruk räknade dock sitt födelseår från 1685; det år som handelsmannen Isak Breant d.ä. fick tillstånd att anlägga ett järnbruk vid forsen. Verksamheten omfattade från början en masugn, smedja med fallhammare samt två härdar för vallonsmide. Malmen togs från Utö gruvor och Dannemora gruvor. Efter att Iggesund bränts av ryssarna 1721 köpte Handelshuset Grill i Stockholm bruket. De nya ägarna förbättrade anläggningarna och under mitten av 1700-talet upplevde bruket en storhetstid. Den ”Grillska epoken” var dock över år 1800, och under 1800-talet kom ägarna ständigt att variera.

### Verksamheten växer och utökas med sågverk

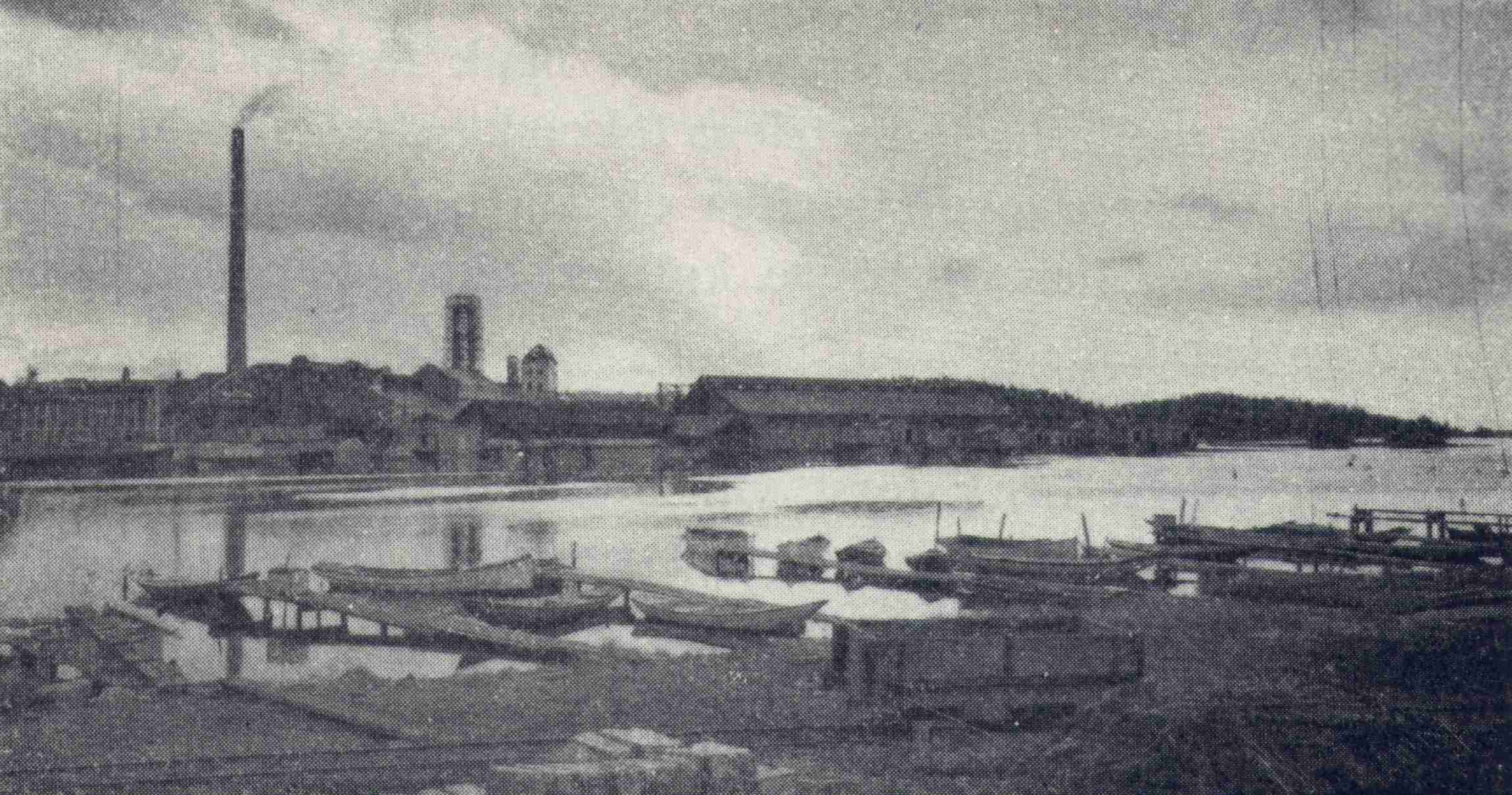
Iggesunds bruk år 1923.

År 1869 såldes bruket till Österby och Strömbacka bruks ägare, familjen Tamm. I samband med detta inleddes också Iggesunds sågverksepok i och med byggandet av en större vattensåg. Familjen Tamms bruksegendomar ombildades till aktiebolag 1876. Strömbacka, Iggesund, Hedvigsfors med flera sammanfördes i AB Iggesunds Bruk och Gustaf Tamm utsågs till företagets förste disponent. Under 1870–1880-talen genomfördes betydande nyinvesteringar vid järnbruket i Iggesund. En ny masugn, ett bessemerverk med två konvertrar, götverk, valsverk och gjuteri uppfördes.

### Iggesunds Bruk förvärvas av Hudiksvalls Trävaru
År 1903 köptes Iggesunds Bruk av Hudiksvalls Trävaru AB i vars industrirörelse bland annat sågverket Håstaholmen ingick. Samma år frånsåldes också bruken i Strömbacka, Hedvigsfors och Moviken till det då nybildade Strömbacka Bruks AB. Istället satsades mer på skogsindustrin och 1915–1917 byggdes landets första kombinerade sulfit- och sulfatfabrik i Iggesund. Strömbacka Bruks AB kom emellertid bara att existera som självständigt bolag i knappt 20 år, 1923 förvärvades det av Iggesunds Bruk.

### Rationaliseringar leder till nedläggning av järnbruk och sågverk
Rationalisering i driften gjorde att sex sågverk (Storån, Karsjö, Hålsjö, Bergsjö, Saltvik och Hybo) lades ned under åren 1922–1938. Då inleddes också en successiv nedläggning av de gamla järnbruken; Movikens masugn nedblåstes 1937, vid Strömbacka nedlades vallonsmidet 1947 och lancashiresmidet 1953. Järnframställning vid Iggesunds järnverk började avvecklas under 1940-talet och upphörde definitivt 1953.

### ”Kartongepoken” inleds
År 1951 gick AB Iggesunds Bruk in i kemibranschen i och med förvärvet av EKA. Den nuvarande tillverkningen av kartong (ingår i Iggesund Paperboard, dotterbolag inom Holmen-koncernen) inleddes 1963. 1965 förvärvades Boxholms AB i vars verksamhet järnverk, sågverk, snickerifabrik, mejeri samt skogs- och jordbruk ingick. Två år senare, 1967, köptes Ströms sulfitfabrik (nedlagd 1979–1981 och ersatt med en fabrik för plastbeläggning av kartong) och Stocka sågverk av Ström-Ljusne AB. En ny sulfatfabrik togs samtidigt i drift i Iggesund för att ersätta sulfittillverkningen, vilken nedlades.

### MoDo förvärvar Iggesund och ”järnbruksepoken” avslutas
MoDo började under 1980 och 1981 successivt köpa aktier i AB Iggesunds Bruk vilket resulterade i att man fick motsvarande 32 procent av rösterna. Stora Kopparberg och Billerud svarade då med köpa aktier i Iggesund till ett värde av motsvarande 23 procent av rösterna. Maktkampen mellan skogsbolagen slutade dock med att Stora Kopparberg och Billerud sålde sin aktiepost i Iggesund till MoDo 1983. Därmed blev AB Iggesunds Bruk ett intressebolag till Mo och Domsjö AB och omstruktureringar av verksamheten inleddes. Bland annat avslutades företagets järnbruksepok i och med att de sista delarna av Boxholms AB nedlades eller såldes. 1984 inleddes byggandet av en CTMP-fabrik (fabrik för tillverkning av kemitermomekanisk pappersmassa) i Domsjö tillsammans med MoDo. Kemiföretaget EKA avyttrades 1986 till Nobelkoncernen.

### AB Iggesunds Bruk uppgår i Mo och Domsjö AB
Under 1987 påbörjades arbetet med att slå samman Iggesunds och MoDos verksamheter. Genom förvärv av Förvaltnings AB Ratos hela aktieinnehav i Holmens Bruk AB blev MoDo/Iggesund även största delägare i Holmens Bruk AB med 26,9 procent av aktiekapitalet och 46,7 procent av rösterna. Efter ytterligare köp av Mariebergs Holmen-aktier fick MoDo/Iggesund kontroll över närmare 80 procent av rösterna och cirka 40 procent av kapitalet i Holmen-koncernen.
Samma år skedde också Iggesunds sista stora företagsförvärv i och med köpet av den brittiska kartongtillverkaren Thames Board Ltd. 1988 uppgick AB Iggesunds Bruk och Holmens Bruk AB slutligen i Mo och Domsjö AB, som år 2000 bytte namn till Holmen AB. Iggesunds Bruks gamla tillverkningsenheter finns till viss del inom nuvarande Iggesund Paperboard och Holmen Timber.

## Verkställande direktörer

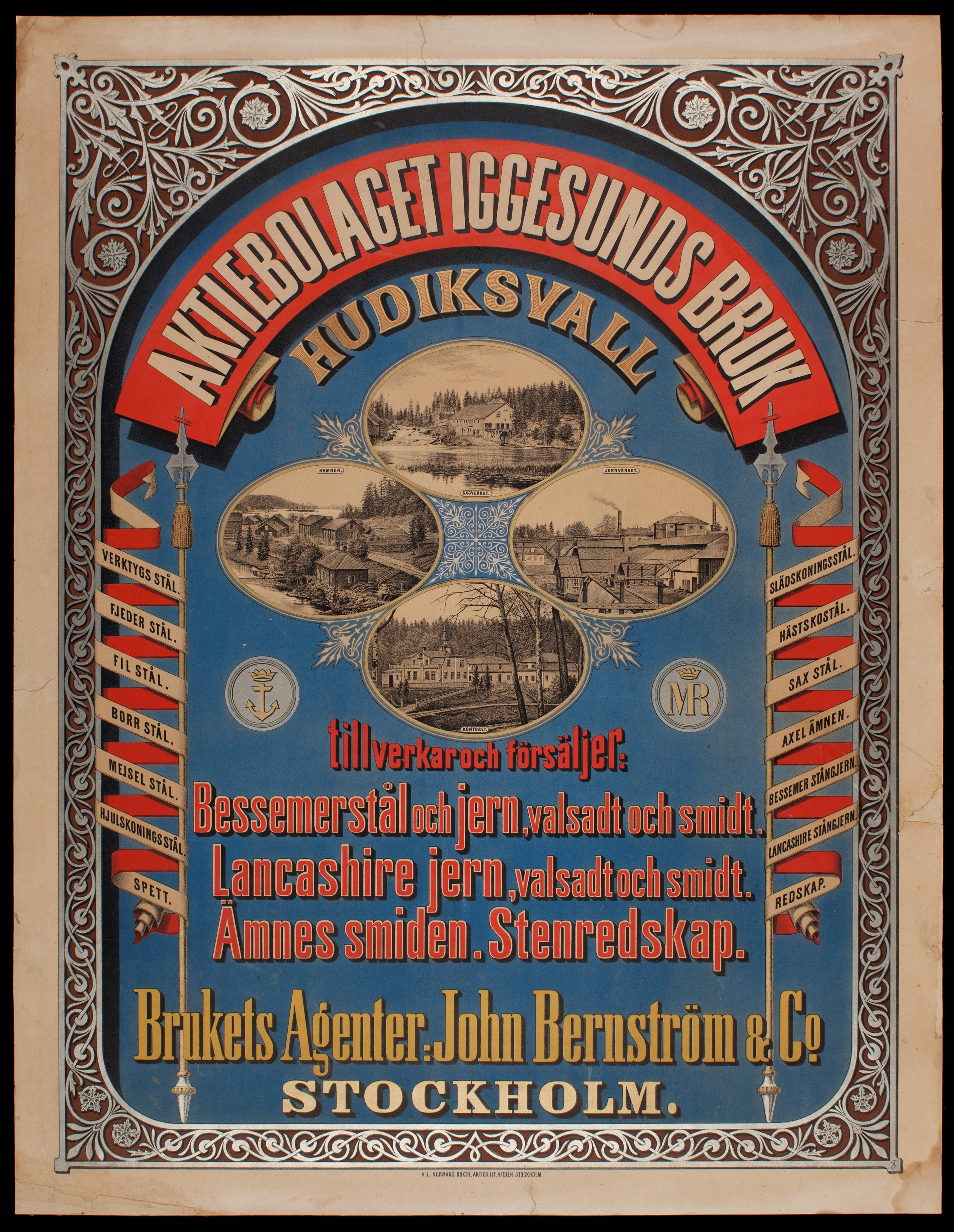
Reklamplakett för bruket

Följande personer var disponent eller verkställande direktör för AB Iggesunds Bruk:
- 1876–1878: Gustaf Tamm
- 1878–1892: Achates Lindman
- 1892–1903: Arvid Lindman
- 1912: Martin Sörensen[2]
- 1921–1956: Gunnar Sundblad
- 1956–1984: Lars G. Sundblad
- 1984–1988: Jörgen Nordin
- ?–2000: Erik Sjölund[3]

## Styrelseordförande
Följande personer var styrelseordförande för AB Iggesunds Bruk:
- 1903–????: Thure Reinhold Thuresson
- ????–1943: Ernst Trygger
- 1943–1977: Carl Trygger
- 1983–1988: Matts Carlgren